# Sabine Werner (Schauspielerin)
Sabine Werner (* 11. Februar 1960 in Kiel) ist eine deutsche Schauspielerin und Hörspielsprecherin.

## Leben
Sabine Werner wuchs in Kiel auf. Sie absolvierte ihre Schauspielausbildung von 1982 bis 1986 an der Universität der Künste in West-Berlin. Seitdem war sie in zahlreichen Film-und-Fernsehproduktionen sowie auch am Theater in verschiedenen Rollen zu sehen. Von 1986 bis 1989 spielte sie an den Städtischen Bühnen Osnabrück, von 1989 bis 1991 am Nationaltheater Mannheim und von 1991 bis 1998 war sie als festes Ensemblemitglied am Staatsschauspiel Dresden engagiert. Nebenbei ist sie auch als Hörspielsprecherin tätig.
Von Juli 2022 (Folge 3862) bis Mai 2024 (Folge 4254) spielte sie als Helene Richter eine der Hauptrollen in der ARD-Telenovela Sturm der Liebe.
Sabine Werner lebt in Berlin. Neben ihrer Muttersprache Deutsch spricht sie auch fließend Englisch und Französisch.

## Filmografie
- 1986: Ein Sommer in Lesmona (TV-Miniserie)
- 1988: Busenfreunde
- 1990: Alles Paletti
- 1992: Lonely Nighths
- 1997: Boomtown Berlin
- 1999: Tatort: Todesangst (Fernsehreihe)
- 2001: Die Klavierspielerin
- 2003: Singe den Zorn
- 2004: Das Rauschen der Donau
- 2005: Schläfer
- 2006: Die kleine Benimmschule 2
- 2007: Schloss Einstein (Fernsehserie, 2 Folgen)
- 2008: Tatort: Tod einer Heuschrecke
- 2008: Gute Zeiten, schlechte Zeiten (Fernsehserie)
- 2009: Desperado
- 2010: Anarchie und Prostitution
- 2010: Der Landarzt (Fernsehserie, 1 Folge)
- 2011: Meeting Dimitri
- 2012–2016: In aller Freundschaft (Fernsehserie, 2 Folgen, verschiedene Rollen)
- 2013: Das merkwürdige Kätzchen
- 2014: Viktoria
- 2015: Deutschland 83 (Fernsehserie)
- 2016: Schubert in Love
- 2016: Familie Dr. Kleist (Fernsehserie, 1 Folge)
- 2018: SOKO Leipzig (Fernsehserie, 1 Folge)
- 2018: Morden im Norden (Fernsehserie, 1 Folge)
- 2019: 8 Tage (TV-Miniserie)
- 2020: Mirella Schulze rettet die Welt
- 2022–2024: Sturm der Liebe (Fernsehserie, 366 Folgen)

## Hörspiele (Auswahl)
- 1985: Cecilie Løveid: Auf Abenteuer (Irene) – Regie: Jörg Jannings (Hörspiel – WDR/RIAS Berlin)
- 1986:  Richard Hughes: Gefahr (Mary) – Regie: Bärbel Jarchow-Frey (Original-Hörspiel, Öffentliche Veranstaltung – RIAS Berlin)
- 1986: Claudia Guderian: Elternsuche (Florence Didier) – Regie: Bärbel Jarchow-Frey (Hörspiel – RIAS Berlin)
- 1998: Witold Gombrowicz: Verbrechen mit Vorbedacht (Cäcilie) – Regie: Bärbel Jarchow-Frey (Hörspielbearbeitung, Kriminalhörspiel – Deutschlandradio)
- 1999: Friedrich Gorenstein: Malen, wie die Vögel singen – Regie: Bärbel Jarchow-Frey (Hörspielbearbeitung – Deutschlandradio)
- 2011: Iris Disse: O heiliger Tod, Santissima Muerte. Totentage in Mexiko – Eine akustische Reise (Ruth) – Regie: Iris Disse (Originalhörspiel, Originaltonhörspiel – RBB)

Quelle: ARD-Hörspieldatenbank